# Cúm
Bệnh cúm là bệnh của loài chim và động vật có vú do siêu vi trùng dạng RNA thuộc họ Orthomyxoviridae. Bệnh nhân mắc bệnh cúm thường bị tăng nhiệt, đau đầu, đau cổ họng, đau nhức bắp thịt khắp cơ thể, ho, mệt mỏi. Cúm cũng có thể nhập vào làm viêm phổi và có thể dẫn đến tử vong, phần lớn ở trẻ em và người lớn tuổi hoặc người yếu miễn nhiễm.

## Dịch tễ học

### Lịch sử dịch cúm
Triệu chứng do siêu vi cúm (SVC) được Hippocrates mô tả rành mạch khoảng 2400 năm trước. Từ đó, SVC gây nhiều trận dịch - nhưng khó kiểm chứng vì triệu chứng cúm đôi khi bị lẫn lộn với các chứng bệnh như bạch hầu, dịch hạch, dengue và thương hàn.
Trận dịch cúm đầu tiên ghi chép khá rõ trong lịch sử là dịch năm 1580, bắt đầu từ châu Á lan sang châu Phi và đến châu Âu. Tại Roma hơn 8000 người chết và nhiều thành phố của Tây Ban Nha gần như chết sạch. Trong thế kỷ 17 - 18 nhiều trận dịch rải rác khắp nơi, đặc biệt là khoảng năm 1830-1833, dịch cúm lan tràn, làm bệnh nặng đến một phần tư số người bị lây.
Nhưng có lẽ ghê gớm nhất là trận cúm mang tên cúm Tây Ban Nha - do dòng H1N1. Trong hai năm 1918 - 1919, cúm làm chết khoảng 40-50 triệu người , theo ước lượng gần đây con số này có thể lên đến khoảng 50-100 triệu.. Trận cúm tàn bạo này được giới nghiên cứu y học xem ngang hàng với trận dịch hạch làm chết gần hai phần ba dân châu Âu giữa thế kỷ 14. Sở dĩ có nhiều tử vong là vì dịch cúm lần này rất mạnh. Khoảng 50% những người ở gần người bị cúm bị lây bệnh, và khi bị lây có triệu chứng rất trầm trọng. Vì triệu chứng trầm trọng khác cúm thường nên lúc bây giờ người ta đoán bệnh sai lạc như bệnh sốt xuất huyết Dengue, kiết lỵ hay thương hàn. Một nhà quan sát viết: "Bệnh này tạo một triệu chứng kinh hoàng là chảy máu từ màng nhầy, từ mũi, dạ dày và ruột. Chảy máu cả từ tai và làm mụt bầm trên da...". Tuy phần lớn tử vong là do các loại vi trùng lợi dụng lúc bệnh nhân đang bị cúm lan vào tạo viêm phổi, một số viêm phổi do chính SVC gây nên, làm chảy máu và ứ nước trong phổi. Trận cúm Tây Ban Nha quả thực là một bệnh dịch toàn cầu, lan tràn lên tận Bắc cực và cả những vùng đảo xa xôi ở Thái Bình Dương cũng bị lây. Khoảng 2 - 20% người mắc bệnh bị chết (cao hơn tỉ lệ tử vong 0.1% của loại cúm thông thường). Một đặc điểm của dịch cúm này là đa số người chết thuộc tuổi khá trẻ, 99% tử vong tuổi nhỏ hơn 65, và 50% ở tuổi 20 - 40. (so với cúm thông thường làm chết trẻ nhỏ và người già trên 65). người ta ước lượng đợt cúm 1918-1919 giết chết khoảng 2.5 - 5% dân số toàn thế giới. Trong vòng nửa năm đầu, 25 triệu người bị cúm mà chết (so với bệnh AIDS giết 25 triệu người trong 25 năm).
Những trận dịch cúm sau đó không đến nổi quá tàn khốc  gồm dịch cúm Á châu năm 1957 (loại A, H2N2) và dịch cúm HongKong (loại A, H3N2). Tuy thế, mỗi đợt cũng làm cả triệu người chết. Số tử vong ít đi có lẽ là nhờ thuốc kháng sinh làm giảm số viêm phổi do vi trùng.
| Tên gọi          | Thời gian | Sồ tử vong                      | Loại cúm |
| ---------------- | --------- | ------------------------------- | -------- |
| Cúm Nga - Á châu | 1889-90   | khoảng 1 triệu                  | H2N2 (?) |
| Cúm Tây Ban Nha  | 1918-20   | khoảng 40 triệu                 | H1N1     |
| Cúm Á châu       | 1957-58   | khoảng từ 1 triệu đến 1.5 triệu | H2N2     |
| Cúm Hong Kong    | 1968-69   | khoảng 750 ngàn đến 1 triệu     | H3N2     |

## Siêu vi trùng cúm
Siêu vi trùng  thuộc họ Orthomyxoviridae được Richard Schope khám phá trong loài heo năm 1931. Năm 1933,  nhóm nghiên cứu y tế Anh Quốc do Patrick Laidlaw hướng dẫn tìm ra SVC trong con người. Nhưng đến 1935 qua công trình của Wendell Stanley khoa học mới nhận thức được thể trạng "vô bào" của siêu vi trùng.
Vài năm sau, Frank Macfarlane Burnet khám phá ra rằng SVC mất sức gây bệnh nếu được cấy trong trứng gà. Năm 1944 nhóm nghiên cứu của Thomas Francis, Jr. tại Đại học Michigan được quân đội Hoa Kỳ bảo trợ tìm  vắc-xin chống cúm đầu tiên. Quân đội Hoa Kỳ bỏ rất nhiều công sức vào việc tìm vắc-xin cúm (sau thế chiến I, trong vài tháng năm 1918, nhiều ngàn lính Hoa Kỳ bị cúm chết).
Sau trận dịch cúm tại Hong Kong năm 1968, những trận dịch khác,  như tại New Jersey (1976), Nga (1977), Hong Kong (1997) đều gây ít thiệt hại nhân mạng. Có lẽ do con người ngày càng có khả năng miễn nhiễm tốt hơn.

### Phân loại siêu vi trùng cúm
Siêu vi trùng cúm có ba loại: A, B và C. Loại A và C gây cúm ở nhiều động vật và đôi khi gây bệnh ở người, loại B chỉ nhiễm riêng loài người.
SVC loại A gây cúm trầm trọng ở người, được chia dạng theo kháng thể của huyết thanh (serotype), như sau:
- H1N1 "cúm Tây Ban Nha".
- H2N2 "cúm Á châu".
- H3N2 "cúm Hong Kong".
- H5N1 cúm "gia cầm" trong hai năm 2006-7.
- H7N7 cúm có khả năng lạ, gây cúm gia cầm và người.[14]
- H1N2 gây cúm ở người và heo.
- H9N2, H7N2, H7N3, H10N7.

SVC loại B gây cúm ở người nhưng tỉ lệ ít hơn. Loại này thỉnh thoảng có thể gây cúm ở loài hải cẩu. Loại B thay hình đổi dạng chậm hơn loại A. và do đó chỉ có 1 dạng huyết thanh. Con người thường gặp SVC loại B từ bé và thường có miễn nhiễm nhưng không có được lâu vì SVC B thường cũng đổi dạng. Nhưng vì đổi chậm nên SVC loại B không gây những trận dịch lớn như loại A.
Siêu vi cúm loại C gây cúm ở người và heo, có khả năng gây dịch nặng. Tuy nhiên loại C hiếm hơn và ở trẻ em không trầm trọng gì mấy.

## Triệu chứng
- Sốt trên 38 độ C.
- Ớn lạnh và đổ mồ hôi.
- Nhức đầu.
- Ho khan.
- Nghẹt mũi.
- Đau nhức cơ bắp, đặc biệt là ở lưng, tay và chân.
- Mệt mỏi và yếu.
- Mất cảm giác thèm ăn
- Chảy mũi
- Tiêu chảy

## Điều trị
Không có điều trị đặc hiệu, chủ yếu điều trị triệu chứng và các biến chứng cùng với nâng cao thể trạng bệnh nhân.
- Nghỉ ngơi, ăn uống và bù nước đủ cho bệnh nhân.
- Nếu bệnh nhân sốt cao thì hạ nhiệt bằng Paracetamol 500 mg x 3-4 lần/ ngày.
- Không dùng Aspirin hay các dẫn xuất có Salicylate khác, nhất là cho trẻ em.
- Vitamin C, 1 -2 g/ ngày.
- Thuốc kháng virus cúm: Oseltamivir (Tamiflu) (chỉ sử dụng khi có chỉ định của bác sĩ)

## Phòng ngừa
Thuốc vắc-xin bệnh cúm (Vaxigrip): là loại vắc-xin tinh chất, không tác hại. 
Mỗi 0,5ml dung dịch vắc-xin có chứa antigen:
- A/New Caledonia/20/99 (H1N1) - gần giống dòng A/New Caledonia/20/99 (IVR-116) 15 mg haemagglutinin,
- A/Moscow/10/99 (H3N2) -  gần giống dòng A/Panama/2007/99 (RESVIR-17) 15 mg haemagglutinin,
- B/Hong-Kong 330/2001 -  gần giống dòng B/Shangdong/7/97 15 mg haemagglutininin.

Vắc-xin điều chế từ siêu vi trùng cấy trong trứng gà và được formaldehyde làm cho vô hại.
Sau khi tiêm Vaxigrip, cơ thể tạo kháng thể chống lại các dòng siêu vi cúm trong vắc-xin. Nhưng vì các dòng siêu vi cúm thay đổi thường xuyên, vắc-xin chống cúm có thể không ngăn cản được tất cả loại cúm - và thường được thay đổi theo từng năm, từng trận dịch cúm.

### Thuốc ngừa bệnh cúm
Biện pháp đơn giản tốt nhất CHO phòng ngừa cảm cúm là chích ngừa cảm cúm vào mỗi mùa thu.
Có hai loại thuốc ngừa cảm cúm:
1. Thuốc chích ngừa cảm cúm - một loại thuốc ngừa cảm cúm vô hại (chứa siêu vi đã chết) dùng để chích, thường chích ở cánh tay. Chích ngừa cảm cúm được chấp thuận cho sử dụng ở trẻ trên 6 tháng tuổi, người khỏe mạnh và người có bệnh mạn tính.
2. Thuốc xịt mũi ngừa cảm cúm - một loại thuốc ngừa có chứa siêu vi cảm cúm còn sống và suy yếu để không gây cảm cúm, đôi lúc được gọi là LAIV (Live Attenuated Influenza Vaccine, hay Thuốc Ngừa Cảm Cúm có Siêu Vi Còn Sống và Suy Yếu). LAIV được chấp thuận cho sử dụng ở những người khỏe mạnh từ 5 đến 49 tuổi và không có thai.

Trong mỗi thuốc ngừa đều có ba loại siêu vi cảm cúm một siêu vi A (H3N2), một siêu vi A (H1N1), và một siêu vi B. Những loại siêu vi có trong thuốc ngừa sẽ thay đổi hàng năm dựa trên cuộc nghiên cứu quốc tế và dự đoán của các nhà khoa học về chủng loại siêu vi nào sẽ lây truyền trong năm dự báo.
Khoảng hai tuần lễ sau khi chích ngừa, cơ thể sẽ sinh thêm kháng thể để đề kháng việc lây nhiễm siêu vi cảm cúm.
Theo kinh nghiệm dân gian, một số phương pháp được sử dụng để phòng ngừa cúm hoặc tránh lây nhiễm cúm như ăn tỏi sống, đun sôi dấm thanh cho bay hơi khắp nhà...

### Chích ngừa vào lúc nào
Tháng Mười và tháng 11 là thời gian tốt nhất để chích ngừa, nhưng quý vị vẫn có thể chích ngừa vào tháng 12 và những tháng sau đó. Mùa cảm cúm có thể khởi đầu ngay từ tháng Mười và kéo dài đến tận tháng Năm.

### Ai nên chích ngừa
Nói chung, bất cứ người nào muốn giảm thiểu nguy cơ bị cảm cúm đều có thể đi chích ngừa. Tuy nhiên, vẫn có những người nên đi chích ngừa hàng năm. Họ là những người có nguy cơ cao bị biến chứng nghiêm trọng của cảm cúm hoặc sống chung hay chăm sóc cho những người có nguy cơ cao bị biến chứng nghiêm trọng.
Những người nên chích ngừa hàng năm:
1. Người có nguy cơ cao bị biến chứng nghiêm trọng của cảm cúm
2. Những người từ 65 tuổi trở lên;
3. Những người cư trú tại các viện dưỡng lão và cơ sở chăm sóc dài hạn khác có người bị bệnh tật triền miên;
4. Người lớn và trẻ em từ 6 tháng trở lên bị bệnh tim hoặc phổi mãn tính, kể cả bệnh suyễn;
5. Người lớn và trẻ em từ 6 tháng trở lên cần chữa trị y tế thường xuyên hoặc nhập viện trong năm trước do bị bệnh chuyển hóa (giống như bệnh tiểu đường), bệnh thận mãn tính, hoặc suy giảm hệ miễn dịch (kể cả gặp vấn đề về hệ miễn dịch do dùng thuốc hay bị nhiễm siêu vi liệt bại kháng thể [HIV/AIDS (bệnh liệt kháng)] gây ra);
6. Trẻ em từ 6 tháng đến 18 tuổi được điều trị dài hạn bằng thuốc aspirin. (Nếu trẻ em dùng thuốc aspirin trong lúc các em mắc bệnh cúm thì có nguy cơ bị hội chứng Reye);
7. Phụ nữ có thai trong mùa bệnh cúm;
8. Tất cả trẻ em từ 6 đến 23 tháng;